# Stafford Springs
Stafford Springs es un lugar designado por el censo ubicado en el condado de Tolland en el estado estadounidense de Connecticut. En el año 2010 tenía una población de 4,988 habitantes.

## Geografía
Stafford Springs se encuentra ubicado en las coordenadas 41°57′34″N 72°18′38″O / 41.95944, -72.31056.